# Буркун неаполітанський
Буркун неаполітанський (Melilotus neapolitanus) — вид квіткових рослин з родини бобових (Fabaceae).

## Морфологічна характеристика
Однорічник 20–40 см заввишки. Листочки нижніх листків округло-клинуваті, верхніх — довгасто-клинуваті. Боби прямовисні, майже кулясті, з шилувато-конічним носиком, зморшкуваті, 2–4 мм завдовжки.

## Поширення
Росте у Північній Африці (Алжир, Туніс), Європі (Албанія, Болгарія, Франція [у т. ч. Корсика], Греція [у т. ч. Східно-Егейські острови, Крит], Італія [у т. ч. Сардинія, Сицилія], Крим, Північний Кавказ, Португалія, Іспанія [у т. ч. Балеарські острови], колишня Югославія), Західній Азії (Туреччина, Азербайджан, Вірменія, Грузія).
В Україні вид росте на сухих схилах та у світлих хвойних лісах — у Криму.